# Amor Electro
Amor Electro é uma banda portuguesa formada em Lisboa em 2010. O grupo é composto por Marisa Liz como vocalista, Tiago Pais Dias como guitarrista e multi-instrumentista, Ricardo Vasconcelos como tecladista, Rui Rechena como baixista, até 2019 e Mauro Ramos como baterista.
Eles misturam música rock (com alguns elementos eletrónicos) com música tradicional portuguesa, usando alguns instrumentos típicos como o acordeão e a guitarra portuguesa. Também revisitam temas da década de 1980 e da década de 1990 do pop/rock português, tocando versões de músicas de Sétima Legião, GNR, Ornatos Violeta e outras bandas, além de suas próprias músicas originais. 
A banda está atualmente em hiato indefinido.

## História
Em 14 de maio de 2011 lançam o álbum de estreia Cai o Carmo e a Trindade. O disco entrou directamente para o quarto lugar do top de vendas em Portugal chegando pouco depois ao primeiro lugar.
Em 19 de setembro de 2011 foi anunciado que a banda estava nomeada na categoria Best Portuguese Act dos MTV Europe Music Awards. Foram nomeados novamente para o título de Best Portuguese Act nos MTV Europe Music Awards de 2012.
Em janeiro de 2013 foram galardoados, na Holanda, com o European Border Breakers Award (EBBA). Ainda nesse ano lançaram o seu segundo álbum (R)evolução que inclui oito temas originais e duas versões.
A banda é nomeada nos Globos de Ouro de 2014 na categoria de "Melhor Canção" com "Só é Fogo se Queimar", uma música com letra de Jorge Cruz.
Em 2014 são convidados a fazer o genérico da novela Mar Salgado, do canal SIC, na qual surge a reedição do álbum de 2013 (R)evolução. Além desse tema a nova edição inclui a gravação do "Concerto Mais Pequeno do Mundo", oferecido pelos Amor Electro ao ouvintes da Rádio Comercial.
Em 2015, colaboram com Agir em "Um Novo Dia", um dos temas do álbum Leva-me A Sério, do cantor português. Em 2016 escrevem o tema "Juntos Somos mais Fortes" para o hino da RTP para o Euro 2016.
Participam com a canção "Mas Isso Não Me Satisfaz" no disco Passa a Outro e Não ao Mesmo, promovido pela Rádio Comercial, com 11 artistas, 11 canções e 11 causas.
No dia 7 de agosto de 2019, através de um comunicado na página do Facebook, a banda anuncia a morte de Rui Rechena, baixista do grupo.
Em novembro de 2021, a banda anunciou que entraria em "pausa criativa indefinida".

## Discografia

### Álbuns
- (2011) Cai o Carmo e a Trindade[15]
- 2013 - Яevolução[16]
- 2018 - #4[17][18]

### Compilações/Outros
- 2015 - Mar Salgado (trilha sonora da telenovela Mar Salgado)
  - "Mar Salgado"
- 2015 - Leva-me a Sério - Agir
  - "Um Novo Dia"
- 2016 - Passa o Outro e Não ao Mesmo
  - "Mas Isso Não Me Satisfaz"

### Singles
- "A Máquina (Acordou)" (2011)
- "Rosa Sangue" (2012)
- "A Nossa Casa" (2013)
- "Só é Fogo se Queimar" (2014)
- "Mar Salgado" (2014)
- "Juntos Somos Mais Fortes" (2016)
- "Sei" (2016)
- "O Meu Lugar/Espelho d'Água" (2017)
- "Procura por mim" (2017)
- "Miúda do Café" (2018)
- "Vai dar Confusão" (2019)
- "Furacão" (2020)